# Етнографічний музей (Будапешт)

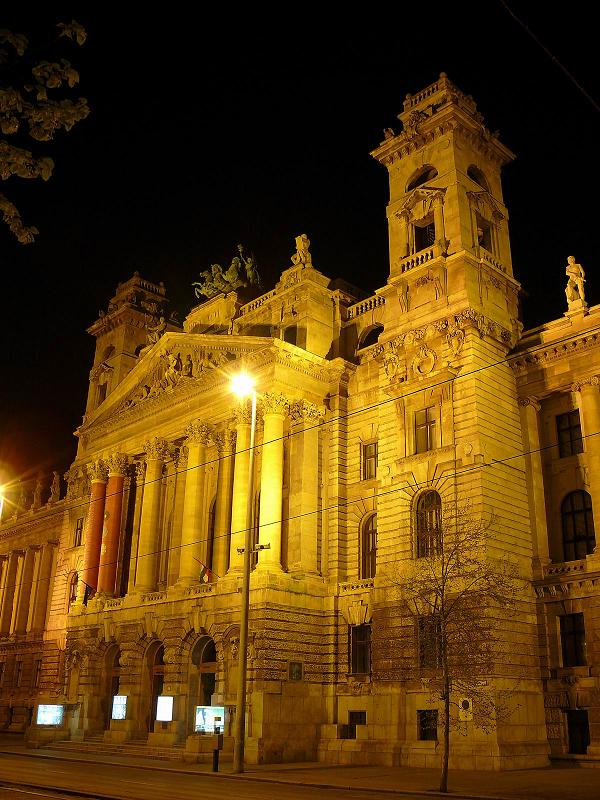
Етнографічний музей Будапешта

Етнографічний музей в Будапешті (угор. Néprajzi Múzeum) вважається одним з найбільших музеїв  етнографії в  Європі. Музейна колекція включає в себе майже 200 000 експонатів, серед яких художні роботи, фотографії, одяг, аксесуари, коштовності різних епох. Музей присвячений культурі не тільки  угорського народу, але і інших європейських і неєвропейських народів від  первісного суспільства до цивілізованого. Експозиції музею охоплюють тематику  полювання,  бджільництва,  рибальства,  тваринництва і пастушачого праці,  землеробства,  ремесла, харчуванню та  кухонного начиння,  народного одягу і  тканин, житла, звичаїв, релігії, ігор, музичних інструментів. Постійні виставки музею називаються  «Традиційна культура угорського народу від первісних громад до цивілізації», «Народне мистецтво Угорщини» та «Культура і побут народів Африки, Індонезії, Азії».
З 1973 по 2017 музей розміщувався в будівлі колишнього Палацу правосуддя на площі Лайоша Кошута навпроти  будівлі угорського парламенту. В 2022 музей переїхав в нову будівлю в Міському парку, спроєктовану ТОВ «Напур Архітект».